# Aristolochia triangularis
Aristolochia triangularis är en piprankeväxtart som beskrevs av Adelbert von Chamisso. Aristolochia triangularis ingår i släktet piprankor, och familjen piprankeväxter. Inga underarter finns listade i Catalogue of Life.